# باد كير
باد كير (بالإنجليزية: Bud Kerr)‏ هو لاعب كرة قدم أمريكية أمريكي، ولد في 11 أكتوبر 1916 في نيوبورغ في الولايات المتحدة، وتوفي في 9 أبريل 1964.

## وصلات خارجية
- باد كير على موقع مرجع كرة القدم المحترفة.كوم (الإنجليزية)